# Laraaji
Laraaji, vlastním jménem Edward Larry Gordon, (* 3. května 1943) je americký ambientní a new age hudebník, hrající na citeru, mbiru, klavír a další.
Narodil se ve Filadelfii a studoval kompozici a klavír na Howardově univerzitě ve Washingtonu, D.C. Později žil v New Yorku, živil se jako komik a herec a hrál na elektrické piano v jazzrockové kapele Winds of Change. V 70. letech se začal zajímat o východní mysticismus a ve stejné době objevil v zastavárně autoharfu (druh citery), kterou s použitím pedálů upravil do podoby elektronického nástroje. Své první album Celestial Vibration vydal v roce 1978 ještě pod vlastním jménem. Hrál na ulicích, často ve Washington Square Parku. Tam se seznámil s anglickým hudebníkem Brianem Enem, v jehož produkci v roce 1980 nahrál album Day of Radiance, vydané již pod pseudonymem Laraaji. Později vydal desítky dalších alb, spolupracoval s Rogerem Enem, Billem Laswellem, Michaelem Brookem, Shahzadem Ismailym i japonskou skupinou Audio Active. V roce 2022 hrál na eponymním albu americké domorodé skupiny Medicine Singers.